# Ceresium simplex
Ceresium simplex là một loài bọ cánh cứng trong họ Cerambycidae.